# Bunchosia monticola
Bunchosia monticola är en tvåhjärtbladig växtart som beskrevs av T. S. Brandeg.. Bunchosia monticola ingår i släktet Bunchosia och familjen Malpighiaceae. Inga underarter finns listade i Catalogue of Life.